# Comuna Vilbivne, Ostroh
Vilbivne (în ucraineană Вільбівне) este o comună în raionul Ostroh, regiunea Rivne, Ucraina, formată din satele Badivka și Vilbivne (reședința).

## Demografie
Componența lingvistică a comunei Vilbivne
     Ucraineană (99,95%)
     Alte limbi (0,05%)
Conform recensământului din 2001, majoritatea populației comunei Vilbivne era vorbitoare de ucraineană (99,95%), existând în minoritate și vorbitori de alte limbi.